# Sommersprossen
Sommersprossen – dwudziesty ósmy album niemieckiej grupy muzycznej Die Flippers. Płyta wydana w roku 1995.

## Lista utworów
1. Sommersprossen – 3:33
2. Weit, weit von Hongkong – 3:37
3. In der Nacht – 3:07
4. Mit Dir geh ich durchs ganze Leben – 3:33
5. Und dann hab ich geweint – 3:26
6. Der letzte Bolero – 3:46
7. Träum doch mit mir von der Insel – 3:32
8. Hallo Pia tanz mit mir – 2:49
9. Liebe ist mehr... – 3:03
10. Tango – 3:18
11. Sommer der Erinnerung – 3:00
12. Tanz doch mit mir in den Morgen – 2:37
13. Adieu Madeleine – 3:17
14. Wann seh´n wir uns wieder – 3:04